# Sam Pinto
Samuelle Lynne Acosta Pinto (Parañaque, 11 december 1989), beter bekend als Sam Pinto, is een Filipijns reclamemodel en actrice.
Sam begon al op jonge leeftijd als reclamemodel. Ze was 10 jaar oud toen ze op posters van Coca-Cola verscheen. Later werkte ze onder andere voor merken als Sunsilk, SMART, Voice combo sandwich, Colgate, Palmolive, McDonald's en San Miguel light. Ze is tevens het gezicht van het kledingmerk BAYO. In 2009 raakte ze ook bij het grote publiek bekend door haar deelname aan het derde seizoen van de Filipijnse variant van Big Brother: Pinoy Big Brother: Double Up. Nadien raakte haar carrière in een stroomversnelling. Ze verscheen op de cover van diverse magazines, zoals Woman Today, Gadgets Magazine en het juli-nummer van 2010 van FHM Magazine. Ook was ze te zien in diverse televisieshows van ABS-CBN. In 2010 maakte ze de overstap naar het andere grote televisienetwerk van de Filipijnen, GMA Network.
Naast haar modellenwerk en televisiecarrière, had ze in 2010 ook rollen in enkele Filipijnse films, waaronder de rol van Samara in de blockbuster Si Agimat at si Enteng Kabisote, met in de hoofdrollen Bong Revilla en Vic Sotto.